# Paul Van Hoeydonck
Paul Van Hoeydonck   (Anvers, 8 d'octubre de 1925 - Wijnegem, 3 de maig de 2025) va ser un pintor i escultor belga conegut per ser l'únic artista que compta amb una obra seva a la Lluna, L'astronauta caigut, col·locada l'1 d'agost de 1971 sobre la superfície lunar per la missió de l'Apollo 15, en memòria de les víctimes de la carrera espacial.

## Biografia
Nasqué a Anvers el 8 d'agost de 1925, i va cursar Història de l'Art i Arqueologia en aquesta ciutat i a Brussel·les, període que acaba el 1951. El 1952 té la seva primera exposició en solitari, a la Galeria Buyle, de la mateixa ciutat.

### L'astronauta caigut

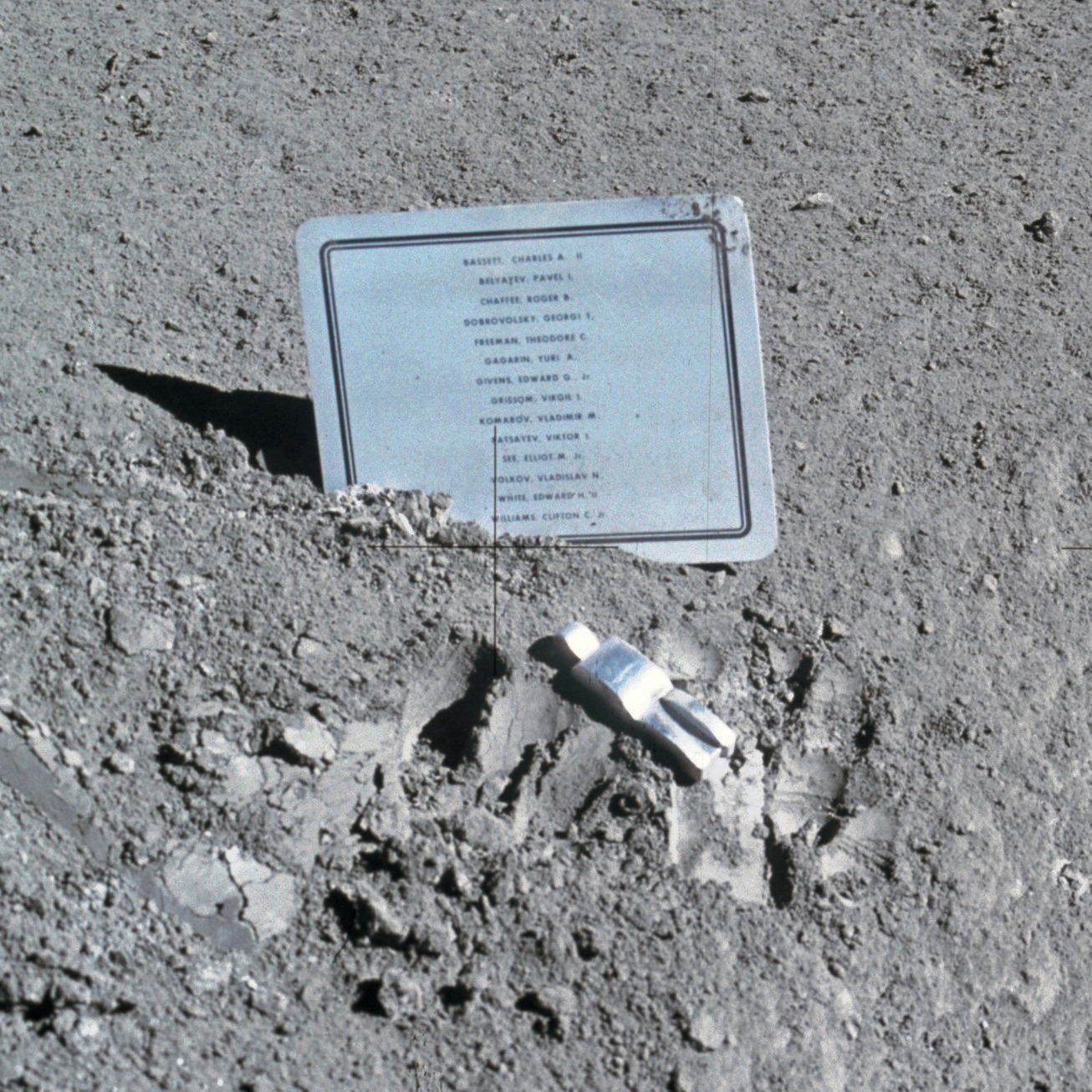
L'astronauta caigut a la Lluna, fotografia presa l'1 d'agost de 1971.

Van Hoeydonck té els seus primers contactes amb la NASA el 1968. I el 1970 comença a crear, per encàrrec d'aquesta última, una figura d'alumini de 8,5 cm d'alçada anomenada L'astronauta caigut (Fallen Astronaut, en anglès), juntament amb una placa del mateix material. Aquesta va ser portada a l'únic satèl·lit natural del nostre planeta, la Lluna, per la missió nord-americana Apollo 15, i va ser deixada en el seu lloc a Mons Hadley per David Scott. La placa posseeix els noms de vuit astronautes i sis cosmonautes morts en la carrera espacial.
Van Hoeydonck va crear l'obra com un tribut als desitjos d'expansió de la humanitat a l'espai exterior. Això contrasta amb la visió de Scott, qui veia l'obra com un memorial, la qual cosa Van Hoeydonck lamentaria més tard. L'artista crearia més rèpliques de l'obra original, una de les quals està en mans de l'Institut Smithsonian; i més tard seguiria realitzant còpies per a la seva comercialització tot i que no n'arribaria a vendre més d'una degut a demandes de la NASA de prohibició d'explotació comercial de les missions espacials.

## Exposicions
- 2013-2014: Paul van Hoeydonck - Histoire Naturelle, a la Facultat Universitària de Ciències Agronómicas de Gembloux, de la Universitat de Lieja.[5]